# Väinö Heikkilä
Väinö Selim Heikkilä, né le 25 avril 1888 à Lieto et décédé le 5 mai 1943 dans la même ville, est un athlète finlandais spécialiste du cross-country. Affilié au Liedon Parma, il mesurait 1,73 m pour 68 kg.

## Biographie

### Palmarès
| Date | Compétition           | Lieu      | Résultat | Épreuve          | Performance   |
| ---- | --------------------- | --------- | -------- | ---------------- | ------------- |
| 1912 | Jeux olympiques d'été | Stockholm | 25e      | Cross individuel | 54 min 08 s 0 |